# Scotinosphaeraceae
Scotinosphaeraceae, malena porica zelenih alga s nekoliko priznatih vrsta smještena u vlastiti red.

## Rodovi
1. Kentrosphaera Borzì
2. Scotinosphaera Klebs